# Far East Cup w biegach narciarskich 2018/2019
Far East Cup w biegach narciarskich 2018/2019 to kolejna edycja tego cyklu zawodów. Rywalizacja rozpoczęła się 16 grudnia 2018 w południowokoreańskim ośrodku Alpensia Resort, a zakończyła się 3 marca 2019 w japońskim Shiramine.
W poprzednim sezonie tego cyklu najlepszą wśród kobiet była Japonka Miki Kodama, a wśród mężczyzn Japończyk Hiroyuki Miyazawa.

## Kalendarz i wyniki

### Kobiety
| Lp. | Data             | Miejscowość     | Dystans              | 1. miejsce      | 2. miejsce     | 3. miejsce      |
| --- | ---------------- | --------------- | -------------------- | --------------- | -------------- | --------------- |
| 1.  | 16 grudnia 2018  | Alpensia Resort | 5 km s. klasycznym   | Yukari Tanaka   | Lee Chae-won   | Sumiko Ishigaki |
| 2.  | 17 grudnia 2018  | Alpensia Resort | 5 km s. dowolnym     | Lee Chae-won    | Yukari Tanaka  | Sumiko Ishigaki |
| 3.  | 26 grudnia 2018  | Otoineppu       | 5 km s. klasycznym   | Chika Kobayashi | Kozue Takizawa | Yuka Watanabe   |
| 4.  | 27 grudnia 2018  | Otoineppu       | 5 km s. dowolnym     | Miki Kodama     | Yuka Watanabe  | Shiori Yokohama |
| 5.  | 6 stycznia 2019  | Sapporo         | 5 km s. klasycznym   | Kozue Takizawa  | Miki Kodama    | Yuka Watanabe   |
| 6.  | 7 stycznia 2019  | Sapporo         | Sprint s. dowolnym   | Yuka Watanabe   | Yukari Tanaka  | Miki Kodama     |
| 7.  | 8 stycznia 2019  | Sapporo         | 10 km s. dowolnym    | Miki Kodama     | Masae Tsuchiya | Yukari Tanaka   |
| 8.  | 16 stycznia 2019 | Alpensia Resort | 5 km s. klasycznym   | Yukari Tanaka   | Lee Chae-won   | Han Da-som      |
| 9.  | 17 stycznia 2019 | Alpensia Resort | 5 km s. dowolnym     | Lee Chae-won    | Yukari Tanaka  | Kozue Takizawa  |
| 10. | 2 marca 2019     | Shiramine       | Sprint s. klasycznym | Yukari Tanaka   | Chikayo Kojima | Yuka Otsuka     |
| 11. | 3 marca 2019     | Shiramine       | Sprint s. dowolnym   | Yukari Tanaka   | Yuka Otsuka    | Chikayo Kojima  |

### Mężczyźni
| Lp. | Data             | Miejscowość     | Dystans              | 1. miejsce           | 2. miejsce           | 3. miejsce           |
| --- | ---------------- | --------------- | -------------------- | -------------------- | -------------------- | -------------------- |
| 1.  | 16 grudnia 2018  | Alpensia Resort | 10 km s. klasycznym  | Nobuhito Kashiwabara | Hikari Fujinoki      | Kaichi Naruse        |
| 2.  | 17 grudnia 2018  | Alpensia Resort | 10 km s. dowolnym    | Hikari Fujinoki      | Nobuhito Kashiwabara | Kaichi Naruse        |
| 3.  | 26 grudnia 2018  | Otoineppu       | 10 km s. klasycznym  | Naoto Baba           | Kaichi Naruse        | Nobuhito Kashiwabara |
| 4.  | 27 grudnia 2018  | Otoineppu       | 10 km s. dowolnym    | Naoto Baba           | Takanori Ebina       | Nobuhito Kashiwabara |
| 5.  | 6 stycznia 2019  | Sapporo         | 10 km s. klasycznym  | Takanori Ebina       | Kaichi Naruse        | Munefumi Kodama      |
| 6.  | 7 stycznia 2019  | Sapporo         | Sprint s. dowolnym   | Nobuhito Kashiwabara | Hikari Fujinoki      | Takanori Ebina       |
| 7.  | 8 stycznia 2019  | Sapporo         | 15 km s. dowolnym    | Naoto Baba           | Kaichi Naruse        | Hikari Fujinoki      |
| 8.  | 16 stycznia 2019 | Alpensia Resort | 10 km s. klasycznym  | Hikari Fujinoki      | Nobuhito Kashiwabara | Tomoki Sato          |
| 9.  | 17 stycznia 2019 | Alpensia Resort | 10 km s. dowolnym    | Hikari Fujinoki      | Tomoki Sato          | Nobuhito Kashiwabara |
| 10. | 2 marca 2019     | Shiramine       | Sprint s. klasycznym | Hikari Fujinoki      | Tomoki Sato          | Takahiro Suzuki      |
| 11. | 3 marca 2019     | Shiramine       | Sprint s. dowolnym   | Tomoki Sato          | Hikari Fujinoki      | Ryunosuke Kitade     |

## Klasyfikacje
| Lp. | Zawodniczka     | Punkty |
| --- | --------------- | ------ |
| 1.  | Yukari Tanaka   | 799    |
| 2.  | Miki Kodama     | 380    |
| 3.  | Kozue Takizawa  | 376    |
| 4.  | Lee Chae-won    | 360    |
| 5.  | Yuka Watanabe   | 336    |
| 6.  | Han Da-som      | 295    |
| 6.  | Yuka Otsuka     | 295    |
| 8.  | Sumiko Ishigaki | 288    |
| 9.  | Chika Kobayashi | 276    |
| 10. | Masae Tsuchiya  | 254    |
| 11. | Shiori Yokohama | 200    |
| 12. | Eui Jin Lee     | 190    |
| 13. | Chikayo Kojima  | 171    |
| 14. | Shin-ae Choe    | 153    |
| 14. | Hikari Miyazaki | 153    |

| Lp. | Zawodnik             | Punkty |
| --- | -------------------- | ------ |
| 1.  | Hikari Fujinoki      | 809    |
| 2.  | Nobuhito Kashiwabara | 632    |
| 3.  | Tomoki Sato          | 549    |
| 4.  | Kaichi Naruse        | 430    |
| 5.  | Naoto Baba           | 374    |
| 6.  | Takahiro Suzuki      | 354    |
| 7.  | Takanori Ebina       | 330    |
| 8.  | Masato Tanaka        | 266    |
| 9.  | Kentarō Ishikawa     | 232    |
| 10. | Munefumi Kodama      | 215    |
| 11. | Akihito Uda          | 182    |
| 12. | Yusei Tonozuka       | 180    |
| 13. | Jong-Won Jeong       | 157    |
| 14. | Kim Eun-ho           | 140    |
| 15. | Ryuya Mishima        | 134    |